# Richard Keith Ellis

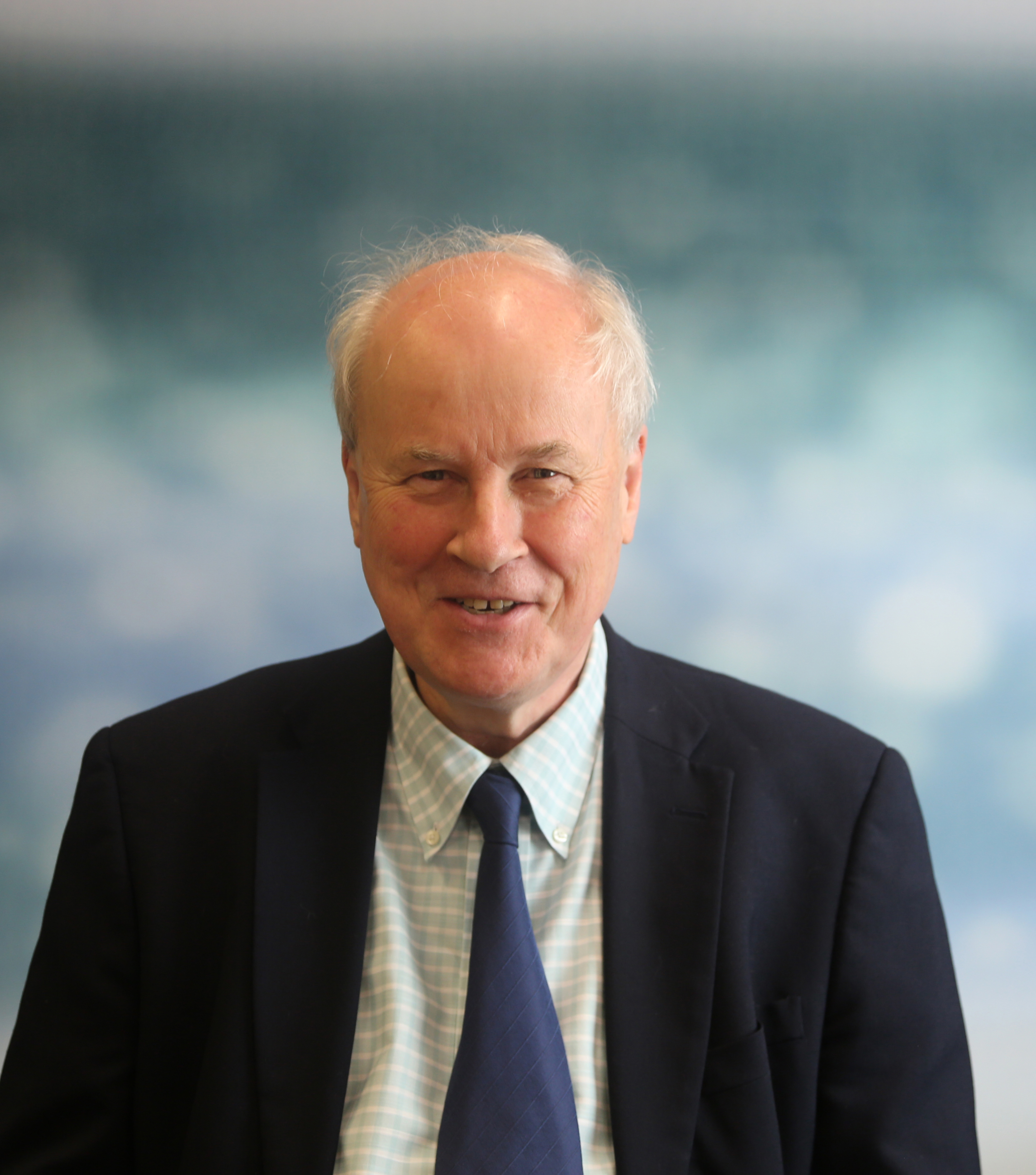
Richard Keith Ellis

Richard Keith Ellis (* 17. November 1949) ist ein britischer theoretischer Elementarteilchenphysiker.
Ellis studierte an der Universität Oxford, wo er 1971 seinen Master-Abschluss machte und 1974 promoviert wurde. Danach war er am Imperial College in London dem Massachusetts Institute of Technology, dem Caltech, am CERN und der Universität Rom. Ab 1984 war er am Fermi National Accelerator Laboratory (Fermilab), wo er 1993 bis 2004 die Theorie-Abteilung leitete. Seit 2015 ist er Professor of Physics an der Durham University und dort Direktor des Institute for Particle Physics Phenomenology.
Ellis ist eine führende Autorität auf dem Gebiet der störungstheoretischen Quantenchromodynamik (QCD) und ihrer Anwendung in Hochenergiephysik-Experimenten.
Seit 1988 ist er Fellow der American Physical Society. 2009 wurde er Fellow der Royal Society und erhielt zusammen mit Davison E. Soper und John C. Collins den Sakurai-Preis. Für 2019 wurde Ellis die Dirac-Medaille des Institute of Physics (IOP) zugesprochen. 

## Schriften
- mit W. James Stirling, Bryan Webber: QCD and Collider Physics. Cambridge University Press, 1996, ISBN 0-521-58189-3.